# Tachograafschijf
Een tachograafschijf werd gebruikt om de rij- en rusttijden vast te leggen in het goederenvervoer.
Het woord tachograafschijf wordt nog gebruikt voor de analoge tachograafapparatuur, die bijna overal vervangen is door digitale apparatuur. Voor dat laatste wordt gewoonlijk het woord tachograaf gebruikt omdat er van een schijf geen sprake meer is. 

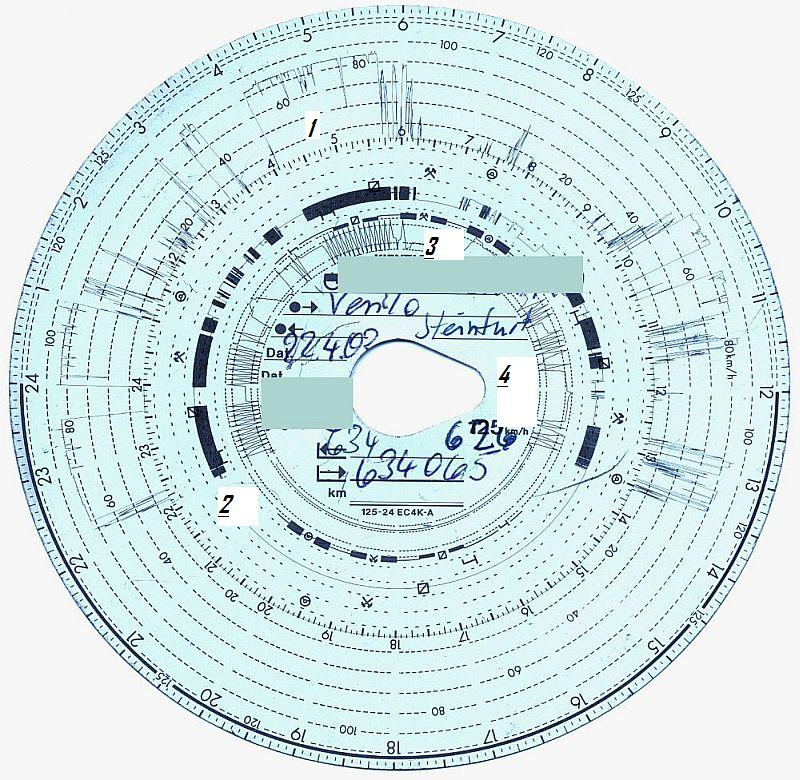
Tachograafschijf met nummering.

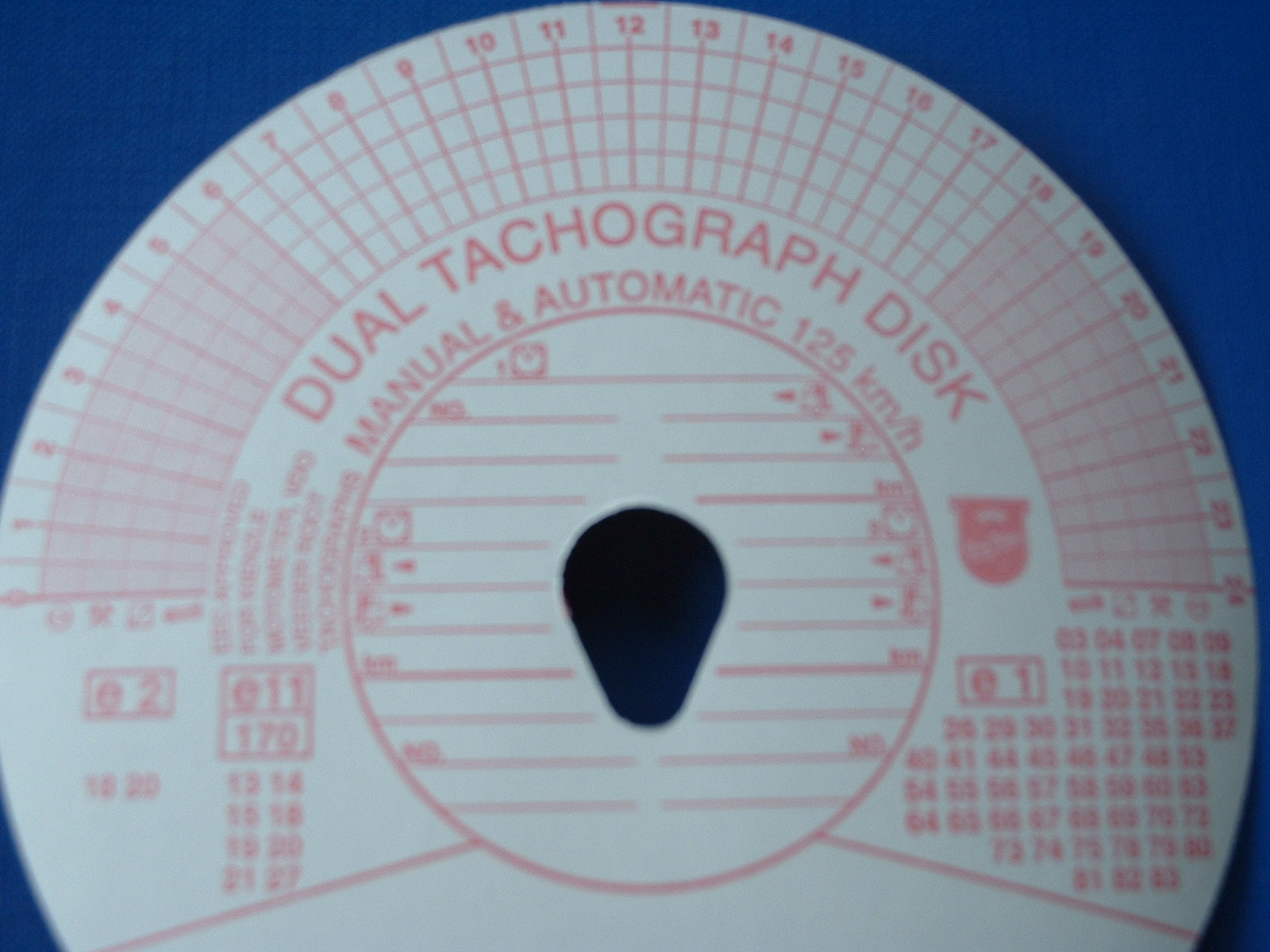
achterzijde tachograafschijf

Een tachograafschijf heeft een voor- en een achterzijde. De voorzijde bestaat uit een waslaagje met opdruk. In de tachograaf zitten drie stalen pennen die op de waslaag zwarte strepen trekken. Een tachograafschijf bestaat uit 3 registratievelden. 
- Tijdregistratie
- Snelheidsregistratie
- Afstandsregistratie

De bemanning van het voertuig moet ook enkele dingen handmatig invullen, dit moet zowel voor aanvang als na het afsluiten van zijn dienst. 

## Tijdenregistratie
Op de tachograafschijf kunnen verschillende tijdengroepen staan. 
- Rijtijd
- Werktijd
- Rusttijd
- Wachttijd

Iedere tijdgroep heeft zijn eigen Europese logo. De tijdengroepen moet je handmatig selecteren (behalve rijtijd, die gaat automatisch in werking als het voertuig meer dan 5 km/u rijdt). Het doel van de tijdengroepen is het handhaven van de rij- en rusttijdenwet. 
 nummer 2 op afbeelding .

## Snelheidsregistratie
Dit gebeurt door middel van een op- en neergaande lijn. De lijn geeft aan hoe snel het voertuig op dat moment reed. Aan de hand van dit gedeelte wordt ook de rijtijd bepaald.
 nummer 1 op afbeelding 

## Afstandregistratie
Door middel van een zigzaglijn wordt de afstand die het voertuig heeft afgelegd genoteerd. Elk streepje van geheel boven naar beneden of andersom is een afstand van 5 km. 
 nummer 3 op afbeelding 

## Handmatig invoeren
Op een tachoschijf moesten ook enkele zaken handmatig worden ingevuld. Dit waren:
- De eerste voornaam en achternaam voluit (Als dit fout gedaan werd, kon dit tot boetes (tot 550 euro per schijf) leiden)
- Datum
- Kenteken (trekkend) voertuig
- Kilometerstand vooraf aan de rit
- Kilometerstand na de rit
- Totaalkilometerstand (Volgens EEG verordening 3821/85 hoeft dat niet meer binnen de EU worden ingevuld) nummer 4 op afbeelding

## Achterzijde
Er zijn gevallen waarbij het verplicht was dat de achterzijde van de tachograafschijf werd ingevuld. 
Het invullen was verplicht als:
- De tachograaf defect is.
- Dat de bemanning tijdens de werkzaamheden te ver weg is van het voertuig om de knoppen te bedienen.
- Er gewisseld wordt van voertuig
- Bij passeren van een tijdsgrens

De achterzijde van de tachograafschijf is zo ingedeeld dat het zeer makkelijk te begrijpen is wat waar ingevuld moet worden.

## Bewaren
Een chauffeur moest de tachograafschijven van de lopende dag en de voorgaande 28 dagen bij zich hebben. Voor dagen dat de chauffeur niet gewerkt, had moest hij een verlofbriefje bij zich hebben om de ontbrekende schijven te kunnen verklaren. 
Het transportbedrijf moest de tachograafschijven 52 weken bewaren. Gedurende deze periode konden toezichthoudende ambtenaren inzage vragen in deze schijven. Als er overtredingen op de rij- en rusttijdenwet waren gemaakt, kon het transportbedrijf in deze periode worden bekeurd.
In België moesten de tachograafschijven gedurende 5 jaar bewaard worden voor de directe belastingen.